# Тигирменево
Тигирме́нево (баш. Тигермән) — деревня в Мишкинском районе Республики Башкортостан Российской Федерации. Входит в состав Баймурзинского сельсовета.

## География

### Географическое положение
Расстояние до:
- районного центра (Мишкино): 36 км,
- центра сельсовета (Баймурзино): 4 км,
- ближайшей ж/д станции (Загородная): 107 км.

## Население
| 2002 | 2009 | 2010 |
| ---- | ---- | ---- |
| 257  | ↘252 | ↘241 |

Национальный состав
Согласно переписи 2002 года, преобладающая национальность — марийцы (100 %).